# Oxiuriază
Oxiuriaza (termen preferat) sau oxiuroza, oxiuraza [Din greaca oxys (ὀξύς) = ascuțit + oura (οὐρά) = coadă + iază (ίᾱσις)  sau  oză (ωσις) sau ază (ᾱσις) = boală neinflamatorie], enterobiaza, enterobioza [Din greaca enteron (ἔντερον)   =  intestin + bios (βίος)   = viață + ază (ᾱσις) sau oză (ωσις) = boală neinflamatorie] este o boală parazitară cosmopolită foarte frecventă, cauzată de oxiuri (Enterobius vermicularis), care afectează toate vârstele, în special copiii, favorizată de viața în colectivitate. 
Oxiuriază este cauzată de Enterobius vermicularis, un parazit cunoscut încă din antichitate, aparținând încrengăturii Nematoda. Se recunoaște, în prezent, o a doua specie numită Enterobius gregorii. Oxiurul este un vierme cilindric mic de circa 1 cm lungime, alb gălbui, care trăiește în cec. Femela matură, cu uterul plin cu ouă migrează noaptea și depune ouăle în regiunea perianală și perineală provocând un prurit anal nocturn; ouăle embrionează în circa 6 ore, devenind infecțioase, și contaminează hainele, lenjeria de pe pat, aerul și praful încăperii. Sursa de Enterobius vermicularis este reprezentată de omul infestat cu oxiuri. Persoana parazitată cu Enterobius vermicularis poate vehicula ouăle din regiunea perianală în cavitatea bucală, fie direct, prin mâini contaminate din zona perianală (autoinfecție), fie indirect, contaminând diferite obiecte (pijamale sau lenjerie de pat) sau alimente. După ingestia ouălor infectante, embrionii eclozează în duoden, năpârlesc și devin adulți în 36-53 zile. 
Oxiuriaza apare sub formă de epidemii familiale sau instituționale. Este o boală cronică, datorită autoinfectării sau reinfectării cu ouă luate de la membrii familiei sau din surse extrafamiliale. Ciclu de viață a oxiurilor este strict intraluminal intestinal, provocând simptome gastro-intestinale, în special pruritul anal intens.  În timpul migrației ectopice a oxiurilor (în tractul genital, cavitatea abdominală, tractul urinar, ficat, splină, rinichi, plămâni) pot apărea semne extradigestive. Diagnosticul este ușor și se bazează pe evidențierea femelei adulte și a ouălor prin amprenta anală luată pe banda adezivă (scotch). Tratamentele actuale cu benzimidazoli (mebendazol, flubendazol, albendazol), pamoat de pirantel, pamoat de pirvinium sunt bine tolerate și foarte eficiente în cazul în care sunt însoțite de măsuri de igienă riguroasă.El trăiește  în partea inferioară a intestinului gros al omului, mai ales la copii.

## Istoric
- Viermii adulți de oxiuri au fost cunoscuți din antichitate.
- În papirusul egiptean Ebers (c.1550 î.Hr.), oxiurul este descris sub numele "Herxetef".
- În Grecia, Hippocrate (c.460-375 î.Hr.), în Aforismele sale (III, 26) menționează apariția viermelui la copii, iar Aristotel (384-c.320 î.Hr.), plasează oxiurul printre cele 3 tipuri de viermi cunoscuți atunci, numindu-l Ascaris. Oxiurul a fost descris și în lucrările lui Avicenna (Ibn Sina).
- În 1758 Carl Linnaeus în lucrarea sa Systema naturae, a clasat oxiurul în Vermes, numindu-l Ascaris vermicularis.
- În 1819, Johann Bremser a plasat oxiurii umani în genul Oxyuris, numindu-l Oxyuris vermicularis. Genul Oxyuris a fost înființat de către Rudolphi în 1803 pentru anumiți paraziți ai animalelor.
- În 1853 Leach a înființat genul Enterobius, și a transferat acest vierme în el, numindu-l Enterobius vermicularis.
- În 1819 Johann Gottfried Bremser descoperă viermele adult de sex masculin.
- În 1860 Vix descoperă ouăle în regiunea perianală.
- În 1865 Rudolf Leuckart și trei studenți se autoinfectează ingerând ouă de oxiuri și observă viermii adulți în scaunele lor două săptămâni mai târziu.
- În 1868 Friedrich Albert von Zenker observă, la autopsie, etapele de dezvoltare a larvelor în intestin și găsește masculii adulți în mucusul colonic.
- În 1924 Philpot arătă că larva din oul de oxiur se dezvoltată în continuare în mediul extern și devine rezistentă la sucurile digestive.
- În 1937 Maurice Hall folosește  tamponul NIH (NIH swab) în diagnostic.
- În 1941 Clarence F. Graham modifică tamponul NIH înlocuind scotchul cu celofan.
- În 1956 Pirviniul este introdus în tratamentul oxiuriazei.
- În 1969 Pirantelul este introdus în tratamentul oxiuriazei.
- În 1971 Mebendazolul este introdus în tratamentul oxiuriazei.
- În 1983 Hugot descoperă a doua specie de oxiuri Enterobius gregorii care provoacă oxiuriaza la oameni.

## Epidemiologie

### Agentul patogen. Caracteristici morfologice

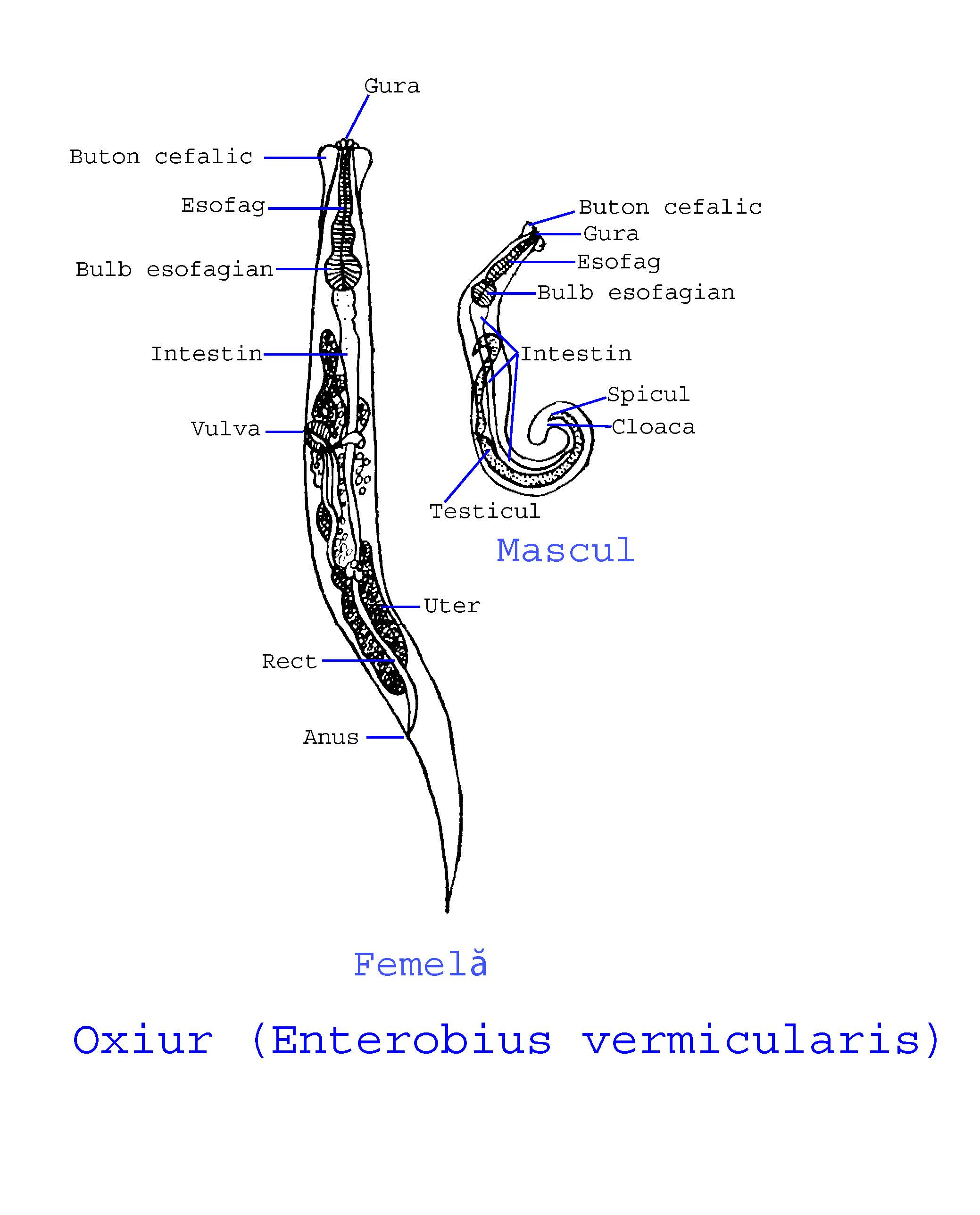
Oxiur (Enterobius vermicularis).

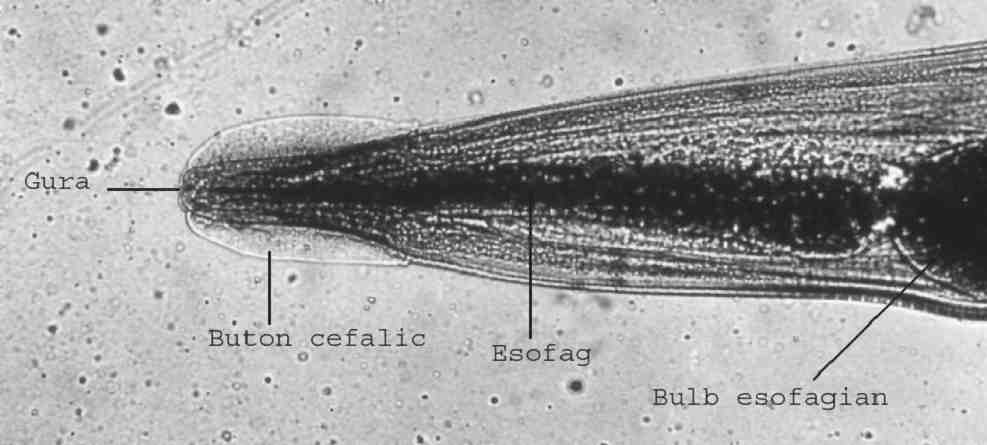
Extremitatea anterioară a oxiurului

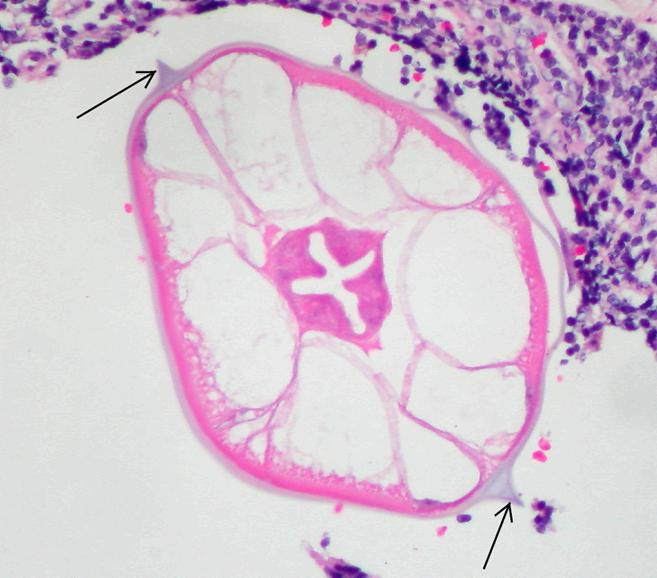
Secțiune transversală a oxiurului. Micrografie cu rezoluție mare. Colorație cu hematoxilină și eozină. Săgețile indică crestele laterale.

Oxiuriaza la om este cauzată de oxiurul Enterobius vermicularis (Linnaeus, 1758; Leach, 1853), un parazit cunoscut încă din antichitate. A fost descoperită în prezent o a doua specie numită Enterobius gregorii (Hugot, 1983), care provoacă oxiuriaza la oameni. Oxiurii sunt helminți care fac parte din încrengătura nematodelor. 
Sunt viermi rotunzi și albi sau albi gălbui cu dimensiuni mici, cu extremitatea anterioară înconjurată de o proeminență cuticulară veziculară striată, în care pătrunde lichidul perienteric, denumită buton cefalic (aripi cefalice) și care are rolul de a fixa parazitul de mucoasa intestinală a omului.
Oxiurii au două creste laterale (aripi laterale) longitudinale care permit identificarea ușoară a acestor paraziți pe secțiuni anatomopatologice.
Aparatul digestiv este compus dintr-un esofag muscular de tip rabditoid cu un bulb esofagian posterior caracteristic, intestin și rect, care se deschide la exterior prin anus. Gura este înconjurată de trei buze capabile de a se  retracta în corp asigurând o fixare solidă la mucoasa intestinală a omului.
Oxiurii sunt reprezentați de două specii, Enterobius vermicularis și Enterobius gregorii, care se disting prin caracteristicile masculului înzestrat cu un spicul la extremitatea posterioară. Masculul Enterobius vermicularis măsoară 0,9–3,8 mm în lungime și 0,1–0,2 mm în diametru, în timp ce masculul Enterobius gregorii, măsoară 1,3–2,8 mm în lungime și 0,1–0,2 mm în diametru. Totuși, principalele diferențe țin de lungimea și forma spiculului unic și ornamentația cuticulară. Spicul are o lungime de 100-141 μm la E. vermicularis și 68-80 μm la E. gregorii. Distincția acestor două specii este totuși contestată de unii autori. Unii cercetători cred că E. gregorii ar putea fi o fază de dezvoltare a E. vermicularis. 
Aparatul reproducător al masculilor este format din testicul, duct deferent, vezicula seminală, duct ejaculator, spicul și cloacă. Au la extremitate posterioară creste caudale (aripi caudale), 4 perechi de papile caudale (papile genitale). Gubernaculul la masculi este absent. Masculul este mai mic decât femela, are o extremitate posterioară puternic curbată anterior și ventral, iar la femelă extremitate posterioară subțire și ascuțită. 
Femelele speciilor E. vermicularis și E. gregorii sunt imposibil de distins. Femela este ovipară, măsoară 9–13 mm în lungime și 0,3–0,5 mm în diametru și are o extremitate posterioară extinsă într-o coadă lungă, subțire și ascuțită de unde denumirea de oxiur (din greaca oxys = ascuțit + oura = coadă). Coadă ocupă o treime din lungimea totală a corpului. La femelă aparatul reproducător este dublu, de tip tubular, fiind compus din două ovare (anterior și posterior), două utere (anterior și posterior), un vagin și o vulvă. Vulva cu buze proeminente se deschide la nivelul treimii anterioare a corpului. Uterele conțin mii de ouă.  
Durata vieții oxiurilor este de 37–93 zile pentru femele și aproximativ 50 zile pentru masculi.
Ouăle sunt netede, au formă alungită ovalară, asimetrică, cu o față plană și una convexă în secțiune transversală. Ele măsoară 50–60 µm în lungime și 30–32 µm în lățime. Sunt transparente, au un înveliș subțire, dublu. Cele două membrane se întâlnesc la unul din poli. Un pol este mai ascuțit și prin el iese larva. În interior au un embrion ovoid care are o prelungire, ca o coadă.

### Rezervorul paraziților
Omul reprezintă singurul rezervor animal al Enterobius vermicularis și Enterobius gregorii. Alte specii de oxiuri pot contamina unele primate, dar nu trec la om. Unii cercetători au găsit la cimpanzei oxiurul Enterobius anthropopitheci (oxiurul cimpanzeilor), precum și Enterobius vermicularis și Enterobius gregorii.

### Ciclu de viață

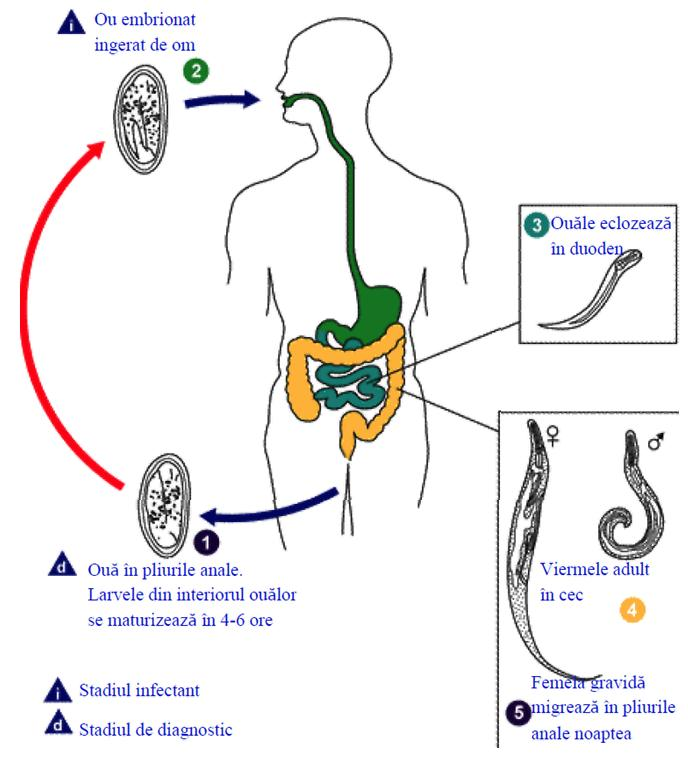
Ciclul de viață a oxiurului.

Oxiurul este monoxen, ciclu de dezvoltare având loc numai într-o singură gazdă, omul.
Persoana parazitată cu Enterobius vermicularis poate vehicula ouăle din regiunea perianală în cavitatea bucală, fie direct, pe degete, fie indirect, contaminând diferite obiecte sau alimente. 
După ingestie, ouăle infectante eclozează în stomac și duoden și dau naștere la o larvă rabditoidă. Această larvă, puțin mobilă și lipsită de armătură cefalică, cu o lungime de 140–150 µm, migrează spre ileon, cec și apendice. Prin două năpârliri, în intestinul subțire, larvele devin viermi adulți în momentul în care ajung în zona ileocecală.
Viermi adulți se localizează în regiunea ileocecală a intestinului, mai ales în cec, dar se pot mișca de obicei de-a lungul tractului gastro-intestinal de la stomac la anus. Viermii adulți se hrănesc cu conținut intestinal și se atașează de mucoasa intestinală atunci când se hrănesc probabil cu celule epiteliale și bacterii. 
Timpul total de la ingestia ouălor până la maturitatea sexuală a viermilor este de 15-43 zile. După copulare în regiunea ileocecala, masculii rămân pe loc sau mor și sunt expulzați în fecale, în timp ce femelele se detașează de mucoasa colonică și migrează activ de-a lungul colonului  spre regiunea anală. Ele progresează 12–14 cm pe oră. 
Când uterul este umplut cu ouă, femela gravidă traversează anusul, mai ales noaptea, și depune în pliurile mucoasei anale, la nivelul marginii anale, 4.000–17.000 ouă (în medie 10.000), în circa douăzeci de minute. Uneori, parazitul migrează și în afara anusului, depunând ouăle în regiunea perianală și perineală. Migrarea femelelor spre orificiul anal se face de obicei noaptea, după ce bolnavul se culcă, fiind însoțită de un prurit anal și perianal dezagreabil. 
După depunerea ouălor, femelele mor și sunt eliminate. În momentul depunerii, ouăle conțin embrioni giriniformi, imaturi și neinfectanți. Dacă gradul de umiditatea (40%) și temperatura  (36-37ºC) sunt favorabile, ele se transformă în aproximativ 6 ore în larve vermiforme, infectante, proces ce este inițiat de contactul cu oxigenul atmosferic. Aceste condiții sunt îndeplinite în mucusul rectal și anus. 
Ouăle contaminează hainele, lenjeria de pe pat, aerul și praful încăperii. Într-un mediu cu un nivel de umiditate de 50% și o temperatură în jurul 21°C, ouăle supraviețuiesc mai mult de 20 de zile. În mediul ambiant, ouăle sunt viabile de la câteva zile până la 3 săptămâni. Larvele din ouă sunt rezistente la putrefacție și dezinfectanți, la temperaturi scăzute ouăle rămân viabile până la o săptămână. Ele rezistă circa zece zile la desicare.
Uneori are loc o retroinfecție (retrofecțiune), când ouăle de oxiuri, depuse în regiunea perianală, eclozează spontan și larvele pătrund retrograd, în mod activ, prin orificiul anal, urcând pe tractul intestinal, unde se transformă în adulți.
Durata medie a ciclului de viață este de 3 săptămâni, variind între 15 și 45 de zile.

### Transmiterea parazitului
Există patru moduri recunoscute de transmitere: transmiterea directă (autoinfecția), transmiterea indirectă, inhalarea și retroinfecția.
- Autoinfecția prin transmiterea directă de ouă infectante de la zona perianală și anus spre cavitatea bucală, prin intermediul unghiilor și mâinilor contaminate, este favorizată de pruritul și gratajul regiunii anale. Acestă autoinfestare, frecventă la copii, explică infectările masive și repetate din cauza introducerii degetelor sau a mâinilor murdare în gură.
- Transmiterea indirectă prin intermediul obiectelor și alimentelor contaminate de ouăle infectante care au fost depuse de degetele murdare. Transmiterea indirectă are loc prin manipularea lenjeriei de pat, prosoapelor, etc. contaminate. Ouăle de pe aceste obiecte sunt transmise spre cavitatea bucală și apoi ingerate prin intermediul mâinilor sau prin ingestia alimentelor contaminate.
- Inhalarea și apoi ingestie ouălor embrionate suspendate în praf. Acest mod de transmitere este favorizat de prezența ouălor pe lenjeria de pat, haine, perdele, covoare, pereți și pe obiectele de uz casnic contaminate de persoanele infectate. Ouăle microscopice sunt foarte ușoare și sunt purtate peste tot de curenții de aer și se depun rapid pe aceste obiecte;  ele rămân viabile la temperaturi scăzute, umiditate până la o săptămână. Ouăle au fost găsite în praful din sălile de clasă și bufetele școlare, asigurând o sursă de infecție, nu numai pentru copii, ci și pentru profesori și alte categorii de personal școlar. Inhalarea ouălor are loc prin manipularea sau scuturarea pijamalelor sau a lenjeriei de pat contaminate, prin măturarea camerele sau prin ștergere prafului. Uneori ouăle pot rămâne în nas până când eclozează. Acest lucru, împreună cu scobitul în nas, explică prezența ocazională a oxiurilor în nas.
- Retroinfecția (sau retrofecția, retrofecțiunea), se produce atunci când ouăle de oxiuri, depuse în regiunea perianală, eclozează spontan la nivelul marginii anale și larva se reîntoarce în mod activ pe cale retrogradă în rect și apoi în cec unde se transformă în vierme adult. Acest mod de transmitere rămâne totuși controversat. Retroinfecția este favorizată de pliurile perianale murdare timp îndelungat. Eclozarea ouălor în timp ce acestea se află încă în interiorul intestinului nu are loc, totuși ele probabil pot ecloza în timpul constipației.

Un caz de transmitere perinatală a fost descrisă în literatura de specialitate.
Contrar credinței populare, oxiurii nu pot fi transmiși de câini și pisici, deoarece aceste animale nu sunt infestate de oxiuri. Dar aceste animale pot colecționa ouăle din mediul ambiant pe blana lor și pot servi ca sursă de infecție pentru oameni care îi miroase sau  mângâie afectuos.

### Factori favorizanți
Factorii favorizanți ai infestării sunt:
- greutatea mică a ouălor;
- factorii de mediu;
- viața în colectivități;
- vârsta mică;
- igiena precară.

Greutatea mică a ouălor. Din cauza greutății mici a ouălor, ele se pot răspândi cu ușurință, fiind purtate peste tot de curenții de aer. Ouăle se găsesc pe lenjeria de pat, haine, obiecte de uz casnic, sau sunt transportate prin mâini. În colectivități, ele pot fi găsite pe pereți, în sălile de clasă, pe chiuvete, în toalete.
Factorii de mediu. Mediul cald, umed, favorizează supraviețuirea îndelungată a ouălor în exteriorul organismului. Într-un mediu cu un nivel de umiditate de 50% și o temperatură în jurul 21°C, ouăle supraviețuiesc mai mult de 20 de zile.
Viața în colectivități. Viața în grup (familii numeroase, școli, internate, tabere de vară, spitale, în special cele de psihiatrie, etc.) favorizează transmiterea oxiurilor. În cadrul aceleiași familii, după o infestare inițială a unui membru, oxiuriaza afectează rapid toți membrii familiei, devenind o „afacere de familie”.
Vârsta mică. Cu cât pacientul este mai mic, cu atât este mai expus infecției. Cel mai adesea sunt afectați copiii mici școlarizați cu vârsta între 5-10 ani. 
Igiena precară este un factor care poate contribui la transmiterea infecției. Cu toate acestea, oxiurii pot fi găsiți în familii cu niveluri socio-economice ridicate și cu o igienă riguroasă.

### Repartiția geografică. Prevalența
Oxiuriaza este o boală foarte larg răspândită pe tot globul. Este mai frecventă în regiunile reci și temperate. Spre deosebire de țările cu climă temperată, regiunile tropicale sunt relativ mai puțin afectate de oxiuriază, deoarece copiii poarte haine puține, se scălda frecvent, iar expunerea la soare distruge ouăle oxiurilor. Oxiuriaza este cea mai frecventă helmintiază în Europa și Statele Unite ale Americii. În Statele Unite ale Americii, oxiuriaza afectează 20-42 milioane de persoane. Receptivitatea este generală.  
Se estimează că peste un miliard de persoane sunt infectate la nivel mondial, afectând toate clasele sociale. Prevalența răspândirii oxiuriazei depinde de densitatea populației și de condițiile de locuit, în special de supraaglomerare; ea afectează în principal copiii,  persoanele instituționalizate, familiile numeroase unde parazitul este prezent. Prevalența la persoanele instituționalizate (în orfelinate, spitale de psihiatrie etc.) este de 50-100%. Procentul de purtători de ouă variază în funcție de țară, fiind 0,1-98,4%. Oxiuriaza se manifestă sub formă epidemică familială sau instituțională. De multe ori oxiurii se găsesc în familii cu niveluri socio-economice ridicate, unde după o infestare inițială a unui membru, oxiuriaza devine rapid o „afacere de familie”.
Ambele sexe sunt egal afectate. Oxiuriaza este mai puțin frecventă la populația neagră decât la cea albă.
Prevalența este mai mare în rândul copiilor mici școlarizați (5-10 ani): acesta variază în funcție de studii epidemiologice de la 14% la 90%. Potrivit unor cercetători, 20%-30% din copiii din școlile elementare din Statele Unite sunt infectați cu oxiuri. În sud-estul Estoniei a fost raportată o prevalență de 24,4% la copii din grădinițe. La adulți este mai frecventă la părinții cu vârsta între 30-39 de ani, din cauza transmiterii oxiuriazei de la copiii lor cu vârsta între 5-9 ani. Se estimează că încărcătura parazitară este de 58 viermi pentru grupul de vârstă 4-10 ani, comparativ cu 16 viermi la vârstă 10-16 ani. 
Niveluri ridicate ale prevalenței au fost înregistrate în rândul bărbaților homosexuali, nu există însă date pentru a considera oxiuriaza o infecție oportunistă în cursul sindromului imunodeficienței dobândite (SIDA).

## Fiziopatologie
Patogeneza are două forme: 
1. Forma clasică cu leziuni cauzate de viermi în intestin și leziunile perianale rezultate din depunerea ouălor de femelele gravide în jurul anusului.
2. Infecțiile aberante în localizările ectopice a viermilor.

### Patogeneza clasică
În majoritatea cazurilor modificările patologice provocate de oxiuri se întâlnesc la nivelul apendicelui și al regiunii anale.
Viermi adulți locuiesc în mod normal în ileonul terminal, cec, apendicele vermiform și colonul ascendent proximal. 
Datorită ciclului lor de viață strict intraluminal, oxiurii provocă în principal simptome gastro-intestinale legate de stimularea mecanică și acțiune lor iritativă, de multe ori însoțită de semne generale. Atașarea viermilor adulți de mucoasa intestinală poate provoca ulcerații mici ale mucoasei intestinale și poate duce la o inflamație locală ușoară a intestinului, însă leziunile mecanice sunt nesemnificative. Uneori Enterobius vermicularis pătrunde în apendice, unde poate provoca apendicită acută sau cronică. 
Femelele gravide, aflate pe mucoasa anală și pe tegumentele perianale, prin mușcăturile și mișcările lor târâtoare, provocă un prurit, principalul simptom al bolii. Acest simptom variază în intensitate în funcție de sensibilitatea individuală și de posibilitatea existenței unei componente alergice. Pruritul antrenează leziuni de grataj, cu hemoragii, eczemă, suprainfecție cu bacterii piogene și poate provoca insomnie și coșmaruri.

### Infecții aberante
Rareori, mai ales în infecțiile masive, femelele de Enterobius vermicularis pot fi găsite în localizării ectopice: zona vulvară, zona inghinală, tractul genital masculin, tractul genital feminin (vagin, uter, salpinx), tractul urinar, cavitatea abdominală (peritoneul pelvin), oment, ficat, splină, rinichi, plămâni, glandele salivare. 
Aceste migrații neobișnuite sunt datorate trecerii viermilor din anus spre tractul genital apoi în cavitatea abdominală la nivelul trompelor uterine (Fallopio).
Oxiurii pot trece, de asemenea, în cavitatea abdominală printr-o perforație a peretelui intestinal, în cursul unei diverticulite, unei apendicite, unor boli inflamatorii intestinale sau a unei tumori maligne intestinale. Atunci când paraziții ajung în cavitatea peritoneală, ei determină formarea unor granuloame și o peritonită pelviană. 
Granuloamele datorate acestui parazit au fost întâlnite în ficat și plămân. Probabil, parazitul pătrunde activ prin peretele intestinal, a cărui integritate este compromisă printr-un proces necrotic sau tumoral, și apoi se răspândește pe cale hematogenă. 
Prezența parazitului sau a ouălor sale provoacă o reacție inflamatorie, cu formarea ulterioară de granuloame cu eozinofile pseudotuberculoide care pot conține cristale Charcot-Leyden. Această reacție inflamatorie este suficient de importantă pentru a fi sursa simptomelor.

## Manifestări clinice
Oxiuriaza este o boală cronică, datorită autoinfectării sau reinfectării cu ouă luate de la membrii familiei sau din surse extrafamiliale.
Oxiuriaza este adesea (în o treime din cazuri) o parazitoză asimptomatică, datorită prezenței unui număr mic de viermi în tubul digestiv. Într-un studiu suedez referitor la copii de vârstă școlară, 21% dintre ei erau purtători de oxiuri și nu prezentau nici un simptom. Acest lucru este mai frecvent la populația adultă.
În infecțiile masive, ca urmare mai ales a rolului important jucat de autoinfecție, numărul de paraziți devine considerabil și prezența lor este relevată de o serie de simptome și complicații, datorate mai ales localizărilor ectopice a oxiurilor (dermatită, apendicită, endometrită, salpingită, uretrită, infecții ale tractului urinar și vulvovaginite).

### Manifestări digestive
Simptomul principalul și cel mai constant este pruritul anal și perianal, care este considerat ca patognomonic pentru oxiuriaza. El este prezent la aproximativ 30% dintre pacienți, maximal seara și noaptea, căldura din pat provocând o activitate intensă a femelelor gravide de oxiuri pe mucoasa anală și pe tegumentele perianale. Intensitatea sa este variabilă, în funcție de sensibilitatea individuală și de posibilitatea existenței unei componente alergice, putând deveni insuportabil. 
Pruritul anal și perianal obligă pacientul să se scarpine, antrenând leziuni de grataj, cu hemoragii, eczemă, suprainfecție cu bacterii piogene în regiunea perineală. Examinarea marginii anale poate pune în evidență leziuni congestive cu hemoragii punctiforme provocate de mușcăturile viermelui femelă. În plus, marginea anală poate fi acoperită de un mucus gros și adesea sângeros conținând oxiuri și numeroase ouă.
Alte tulburări intestinale sunt mai puțin caracteristice: durerile abdominale nesistematizate pot fi întâlnite la 20% dintre pacienți. Oxiurii pot produce o inflamația cronică a intestinului, responsabilă de diaree cu scaune moi, acoperite de mucus, adesea cu striuri de sânge. Greața și vomele sunt rare.

### Manifestări neuropsihice
Tulburările nervoase și modificările de caracter nu sunt rare, în special în rândul copiilor: iritabilitate, agitație diurnă și nocturnă, nervozitate, scăderea capacității de concentrare, scrâșnit din dinți nocturn, insomnie și coșmaruri provocate de pruritul nocturn intens, uneori convulsii, enurezis. Este posibil ca fenomenul de enurezis întâlnit la copii să fie secundar infecției cu Enterobius vermicularis, întrucât de multe ori dispare după îndepărtarea parazitului.
Tulburările neuropsihice pot avea un impact asupra stării generale, cauzând astenie, anorexie și scădere în greutate, și asupra activității școlare și familiale.

### Complicații

#### Complicații dermatologice
Oxiurii pot fi la originea leziunilor perianale, cum ar fi granuloamele, abcesele, celulita recidivantă. Granuloamele cauzate de Enterobius  vermicularis se manifestă ca o masă dureroasă, fără semne de infecție. 
Un caz de abces asociat cu o hernie inghinală la un bărbat a fost descris. 
Se observă uneori leziuni eczematoase ale regiunii perineale, foliculite sau dermatite bacteriene ale feselor, leziuni eritematoase papuloase perianale.

#### Complicații genitale și urinare
În infecțiile masive, în special în perioada de depunere a ouălor, femelele de Enterobius vermicularis pot migra în zona vulvară, provocând o vulvovaginită pruriginoasă sau pot pătrunde în tractul urinar, provocând infecții urinare. Au fost raportate granuloame cauzate de oxiuri în vulvă.
Pruritul vulvar cu o vulvovaginită este destul de frecvent, mai ales la fetițele prepubertare. La femei, oxiuri pot antrena vaginită, metrită, salpingită, endometrită, anexită, care se manifestă prin leucoree, dureri pelviene, sau dispareunie. Dismenoreea, chiar și hemoragii genitale postmenopauzale sunt uneori observate.
Infecții urinare recurente pot fi asociate cu oxiuri, în special la fetițe. În timpul migrării lor de la anus spre tractul urogenital, viermii pot vehicula germeni, cum ar fi colibacilii (Escherichia coli).
La bărbat, cazuri de prostatită au fost descrise. Oxiurii pot penetra în uretra masculină, după un raport sexual anogenital, și provoca o inflamație acută.

#### Complicații digestive. Apendicita oxiurică
Enterobius vermicularis poate pătrunde în apendice, unde provocă o apendicită acută sau cronică. Prezența oxiurilor la acest nivel explică cele 40% din apendicitele acute la care nu se constată un obstacol evident.
Prezența oxiurilor în apendicele ileocecal a fost observată mult timp în urmă, dar rolul lor în patogeneza apendicitei acute este un subiect controversat. Prevalența prezenței oxiurilor în piesele anatomice din apendicectomii variază între 2,5–8,1%. Frecvența maximă a oxiuriazei apendiculare a fost constată înainte de vârsta de 15 ani. 
În cele mai multe cazuri, apendicele prezintă semne cronice sau subacute de inflamație, rareori semne de apendicită acuta, catarală, flegmonoasă sau supurată. Oxiurii sunt de multe ori endoluminali (90% din cazuri), rareori intraparietali, deoarece ei nu pot penetra mucoasa decât în cazul în care aceasta este lezată.
Majoritatea autorilor consideră că oxiurii sunt responsabili pentru tabloul dureros apendicular funcțional, dar nu pentru apendicita organică și recomandă un tratament simplu antiparazitar în apendicopatia oxiurică.
Atunci când paraziții ajung în cavitatea peritoneală, ei determină o peritonită pelviană și formarea unor granuloame.
Oxiurii pot provoca o ileocolită eozinofilică acută, ulcerații ileale și colice, care pot mima boala Crohn la un examen endoscopic. Aceste forme invazive intestinale a oxiuriazei au loc atunci când există deja alte leziuni ale mucoasei. Uneori poate fi găsit un colon iritabil. A fost descris un caz de perforație ileală provocată de Enterobius vermicularis, fără leziune preexistentă.

## Diagnosticul

### Diagnosticul parazitologice direct
Diagnosticul parazitologice direct este examenul de referință, și se bazează pe evidențierea parazitului adult și a ouălor caracteristice ale oxiurilor.  

#### Evidențierea viermilor adulți

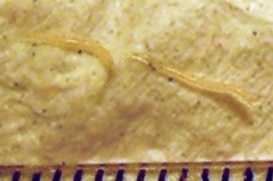
Două femele de oxiuri. În partea de jos o riglă marcată în milimetri.

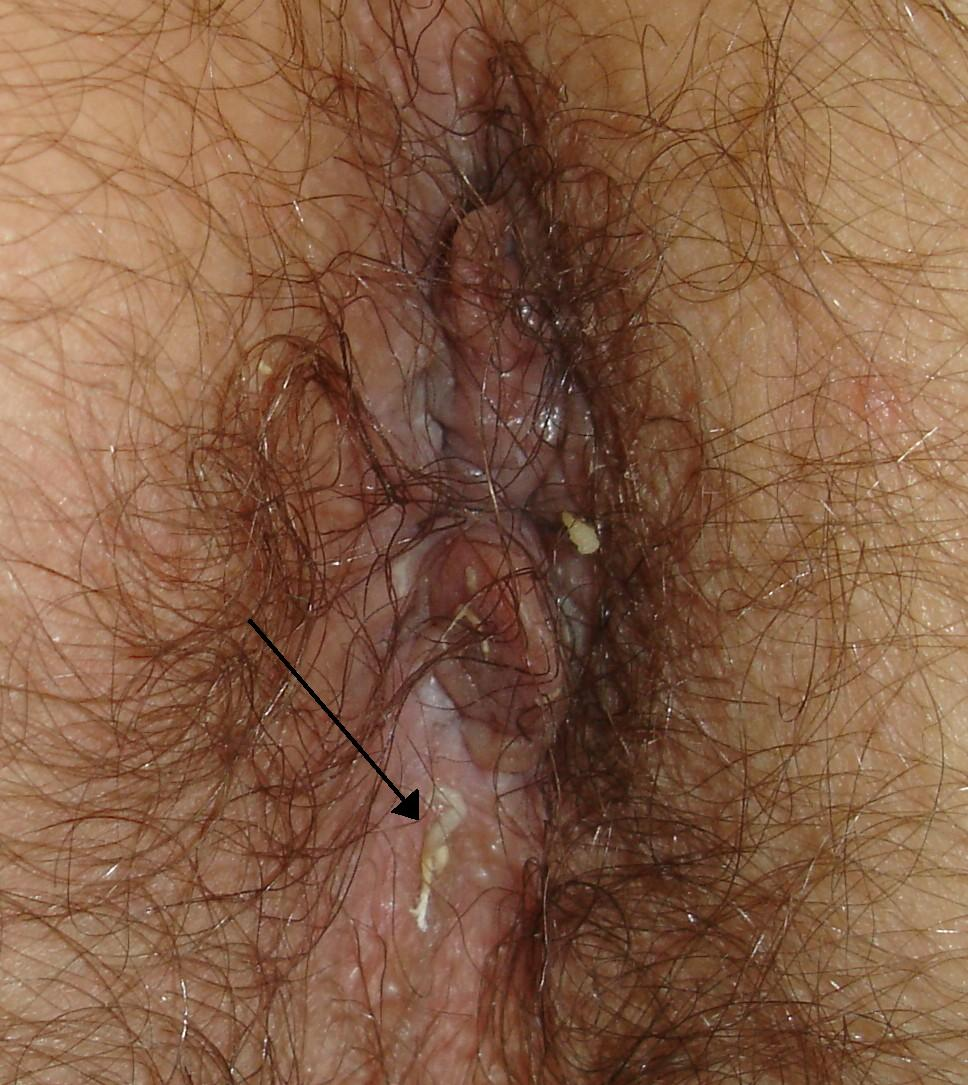
Oxiuri în regiunea anală

De cele mai multe ori bolnavii văd și recunosc parazitul. Depistarea viermilor adulți trebuie făcută la nivelul regiunii perianale, în vagin, dar și în scaune sau lenjeria de corp unde ei pot fi emiși spontan sub formă de mici viermi albi, mobili, măsurând 9-12 mm în lungime, cu o parte posterioară efilată și ascuțită. Aceștia sunt, de obicei, femele adulte, iar masculii, cu lungime mai scurtă (3-5 mm), nu sunt găsiți practic niciodată. 
Acești paraziți care se pot recunoaște cu ochiul liber, sunt ușor de distins de un tricocefal adult (3-5 cm lungime), de o tenie (vierme plat și foarte lung, segmentat în inele), de o ascaridă (15-40 cm lungime), de o larvă de muscă (mai mare) sau de larva muștei mediteraneene a fructelor (Ceratitis capitata).
Oxiurii pot fi, de asemenea, observați în timpul unui examen rectoscopic sau colonoscopic. 
Dacă este necesar să se măsoare încărcătura parazitară al unui subiect infestat, numai formele adulte trebuie să fie numărate din cauza absenței pontei în tubul digestiv. 
Administrarea prealabilă a unui antihelmintic (de ex. pamoat de pirantel 10 mg/kg) permite culegerea formelor mature și imature ale helminților sensibili.
În unele cazuri, diagnosticul poate fi o descoperire histologică cu ocazia examenului pieselor anatomice, mai ales în timpul intervențiilor pe apendice, epiploon, mucoasa intestinului subțire, un abces perianal, organele genitale feminine sau excepțional plămân, esofag, fosele nazale.

#### Evidențierea ouălor

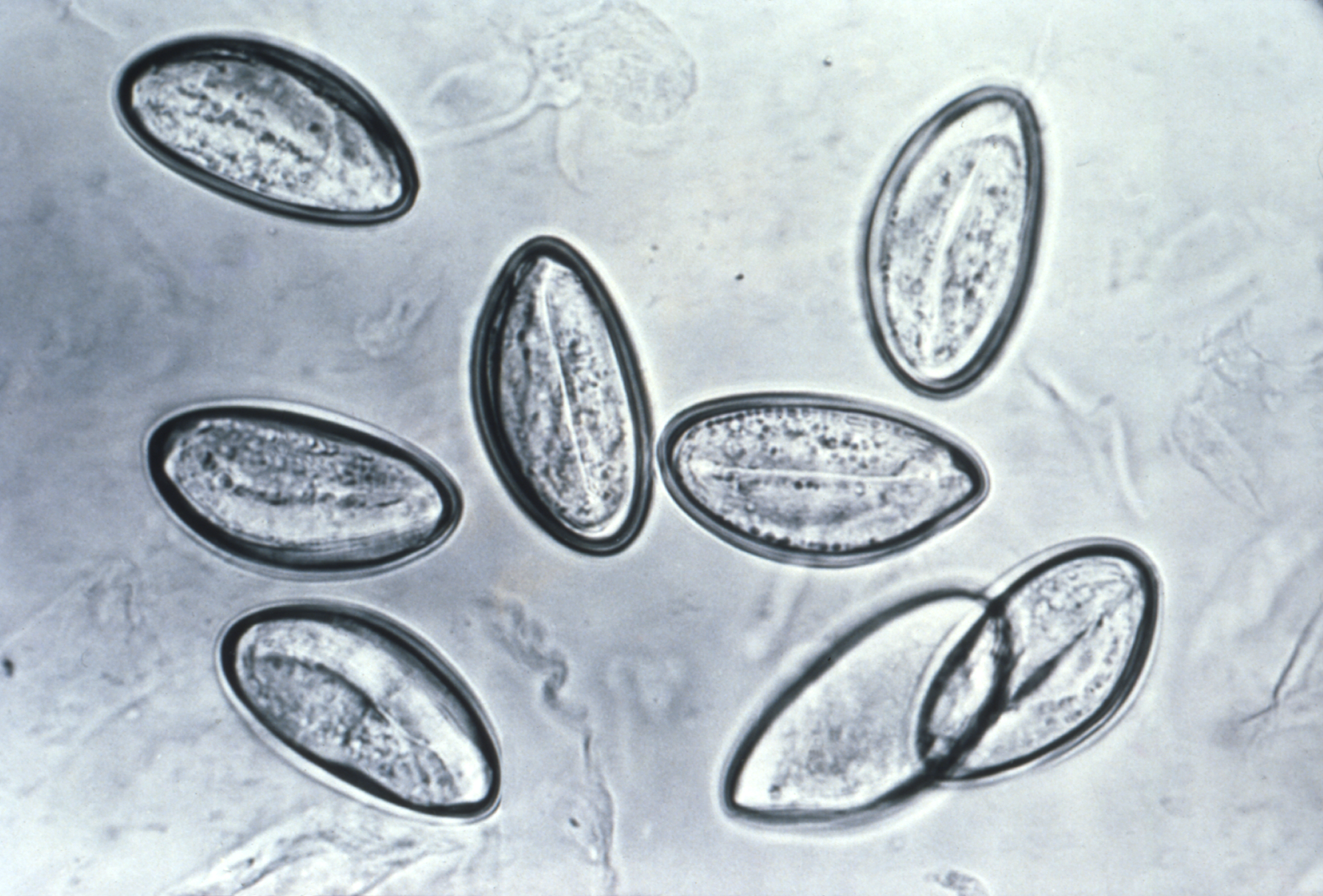
Ouăle de oxiur văzute sub microscop

Depistarea ouălor de oxiuri rămâne totuși cel mai bun examen diagnostic. Metoda coproparazitologică clasică de depistare a ouălor (examen direct, în strat gros, etc.) este inutilă, deoarece ouăle localizate în pliurile anale sunt evidențiate cel mai eficient prin metoda amprentei anale pe banda adezivă sau celofan (metoda Graham cu banda adezivă)
Recoltarea ouălor se face la nivelul marginii anale, de preferință dimineața, după trezire, și înainte de orice toaletă locală sau a defecării, prin metoda Graham cu banda adezivă transparentă sau celofan. Aplicarea unei fâșii de bandă adezivă foarte transparente trebuie făcută pe mai multe sectoare ale marginii anale, distanțând pliurile anale. Această bandă adezivă trebuie să fie apoi lipită pe o lamă de microscopie de sticla, iar apoi observată sub un microscop la o mărire mică (x 20 sau x 40).  Pot fi, de asemenea, aplicate în mod direct pe marginea anală lame colante din plastic, flexibile, incasabile. 
Examen coproparazitologic clasic evidențiază ouăle numai într-o proporție de 5-10% din cazuri și este puțin rentabil, chiar la persoane care găzduiesc un număr mare de viermi adulți în tractul digestiv, femelele depunând ouăle lor numai la nivelul marginii anale unde ele se acumulează între pliuri. Prin metoda amprentei anale pe banda adezivă se pot detecta la un prim examen peste 50% din cazuri.
Ca și în cazul altor examene coproparazitologice, repetarea acestui examen la intervale de câteva zile, mai ales în perioadele de prurit anal, permite creșterea rentabilității diagnosticului. 
Trei eșantioane prelevate în medie permit diagnosticarea oxiuriazei în mai mult de 80% de cazuri. După patru examene parazitologice ale scaunului se surprind majoritatea cazurilor. Pentru a exclude un diagnostic de oxiuriază sunt necesare 7 examene efectuate la interval de 2 zile.
În cazul obținerii unui rezultat pozitiv, se recomanda sa fie investigați  și ceilalți membrii ai familiei (mai ales copiii), din cauză că oxiuriaza este o boală cu transmitere intrafamilială.

### Diagnostic parazitologice indirect
Nici un test imunologic serologic nu este, în prezent, suficient de sensibil și specific, pentru a permite un diagnostic pozitiv al oxiuriazei.
În unele cazuri se observă o hipereozinofilie sanguină moderata (10-20%).

## Diagnosticul diferențial
- Apendicită
- Ascaridioză
- Boala Crohn
- Cervicită
- Colită ulcerativă
- Dermatită de contact
- Giardiază
- Hidradenită supurată
- Proctită și anusită
- Alte cauze a pruritului anal

## Tratamentul
Există actualmente o gamă de medicamente oxiuricide foarte eficiente, puțin toxice și ușor de utilizat.
- Benzimidazoli

Mebendazolul (Vermox, Permazole, Thelmox) și flubendazolul (Fluvermal) sunt derivați de imidazol cu spectru larg de activitate, slab absorbiți din tubul digestiv. Ei inhibă absorbția glucozei de către nematod. Toleranța este excelentă, foarte rar apar tulburări digestive: dureri abdominale, greață, diaree. Ei sunt eficace la o posologie de un comprimat de 100 mg în doză unică.
Albendazolul (Zentel), de asemenea, foarte eficient și bine tolerat, rar apar tulburări digestive și cefalee. Se utilizează în doza de un comprimat de 400 mg în doză unică.
- Pamoat de pirantel (Combantrin, Helmintox). Foarte activ pe oxiuri, aceasta exercită, prin acțiunea curarizantă, o blocare neuromusculară care imobilizează paraziții și antrenează eliminarea lor. Foarte slab absorbit de mucoasa intestinală, toxicitatea sa este nulă, rar apar tulburări digestive, excepțional apar cefalee, amețeli, astenie, tulburări de somn, rash cutanat. Posologia este de 11 mg/kg în priză unică, fără a depăși 1 g.
- Embonat sau pamoat de pirviniu (Povanyl, Vermigal). Aceasta este unul dintre cele mai vechi medicamente utilizate în tratamentul oxiuriazei. Pe bază de cianină, el probabil blochează absorbția glucozei. Toleranța este bună în afară de cazuri rare de greață, vome, dureri abdominale și cefalee. Scaunele sunt colorate în roșu timp de 2-3 zile, ceea ce trebuie semnalat părinților copiilor tratați. Acesta este utilizat în posologie de 5 mg/kg în priză unică.

Posologia medicamentelor disponibile în România
- Zentel 200 mg, comprimate filmate[2]

Adulți, adolescenți și copii cu vârsta peste 6 ani – 400 mg (2 comprimate) în doză unică
- Zentel 0,4 g/10 ml suspensie orală[3]

Adulți și copii cu vârstă peste 2 ani – 400 mg  (10 ml) doză unică
Copii cu vârstă între 1-2 ani – 200 mg (5 ml) doză unică
- Vermox 100 mg comprimate[4]

Adulți și copii cu vârsta peste 2 ani – un singur comprimat doză unică
- Permazole 100 mg/5 ml, suspensie orală[5]

Adulți, adolescenți și copii cu vârsta peste 2 ani – 100 mg mebendazol (5 ml suspensie orală Permazole), în priză unică
- Helmintox comprimate filmate 125 mg, 250 mg, suspensie orală 125 mg/2,5 ml[6]

La adulți și copii doza uzuală este de 10-12 mg pirantel/kg, în priză unică:
- copii: 1 linguriță dozatoare sau 1 comprimat filmat de 125 mg pentru o greutate corporală de 10 kg.
- adulți sub 75 kg: 6 lingurițe dozatoare sau 3 comprimate filmate de 250 mg.
- adulți peste 75 kg: 8 lingurițe dozatoare sau 4 comprimate filmate de 250 mg.
Indiferent de produsul medicamentos utilizat, trebuie repetată priza de oxiuricide 15 zile mai târziu, tratați simultan toți membrii familiei sau colectivității în care a apărut un caz de oxiuriază și aplicate cu scrupulozitate măsurile de igienă. Școlarii, care sunt expuși constant la infecție, necesită repetarea tratamentului din 3 în 3 luni, pentru a menține infecția la un nivel scăzut. 
În caz de oxiuriaze recidivante, se poate folosi următoare schemă terapeutică pentru pacient și anturajul său: flubendazolul sau mebendazol comprimate de 100 mg pe zi timp de 3 zile, apoi 1 comprimat la fiecare 15 de zile timp de 2 luni.
Tratamentul simptomatic constă în administrarea locală, în regiunea perianală, a unui unguent rectal care calmează pruritul și reține în același timp și paraziții și ouăle (Doxiproct plus, Hemorzon, Proctolog,  Ultraproct). Îndepărtarea acestora se realizează prin spălarea zilnică a regiunii perianale cu apă caldă și săpun.

## Prevenția

### Prevenția generală
Prevenția generală se realizează prin respectarea strictă a regulilor de igienă personală.
Aceste măsuri se aplică persoanelor contaminate și anturajului lor, în special familiei.
Măsuri destinate luptei împotriva autoinfecției: 
- schimbarea zilnică și în ziua tratamentului a lenjeriei de pat, lenjeriei de corp și rufelor;
- spălarea mâinilor cu perierea unghiilor după fiecare scaun și înainte de mese;
- spălarea regiunii perianale cu săpun;
- tăierea unghiilor cât mai scurt posibil;
- evitarea roaderii unghiilor (un obicei frecvent întâlnit la copii);
- evitarea contactului mâinilor cu regiunea perianală sau scărpinării regiunii perianale prin îmbrăcarea unei pijamale închisă pentru a evita contactul direct între degete și anus în timpul pruritului nocturn;
- educația copiilor, în sensul evitării introducerii degetelor în gură.
Măsuri destinate luptei împotriva diseminării oxiurilor: 
- curățarea și dezinfectarea obiectelor uzuale ale copilului (jucării, părul păpușilor etc.);
- curățarea băncilor școlare și podelelor camerelor;
- menținerea curățeniei generale în casă sau în spațiile în care se află colectivități (creșe, grădinițe, școli, birouri, spitale);
- evitarea scuturării așternuturilor persoanelor infectate deoarece se pot disemina ouăle.
Combaterea oxiurozei în colectivitățile de copii este greu de realizat.

### Prevenția specială
Enterobioza fiind o boală foarte contagioasă, se indică tratarea simultană a tuturor membrilor familiei sau colectivității în care a apărut un caz de oxiuriază, utilizând mebendazol, pamoat de pirantel, embonat de pirviniu sau albendazol.

## Biliografie
- Elias M.I., Fazakas B., Simionescu Olga, Bornuz M., Dăncescu P., Petcu I. – Parazitologie medicală. Editura Didactică și Pedagogică, București, 1981.
- Ion Gherman – Compendiu de parazitologie clinica, Ed. ALL, Bucuresti, 1993
- Ion Gherman – Parazitologie clinică modernă. Editura Olimp, București, 1997.
- Junie Monica, Sașcă CI – Infecții parazitare umane. Editura Dacia, Cluj-Napoca, 1997.
- Lidia Lazar, Carmen Cretu – Medicina Geografica, Ed. Prokey, Bucuresti, 1992
- Lidia Lazar. Compendiu de parazitologie medicala – Parazitii in Patologia Umana. Editura Universitara “Carol Davila”, Bucuresti, 2006.
- Marx Madeleine – Parazitologie Medicală, vol. I. Editura Sitech, Craiova, 2000.
- Marx Madeleine – Parazitologie Medicală, vol. II. Editura Sitech, Craiova, 2002.
- Niculescu Al. – Patologia și clinica bolilor parazitare. Editura Didactică și Pedagogică, București, 1975.
- Nitzulescu V., Gherman I. – Parazitologie clinică. Editura Medicală, București, 1986.
- Nitzulescu V., Gherman I., Feldioreanu T. – Parazitologie clinică. Edit. Medicală. București. 1964.
- Nitzulescu V., Popescu I. Boli parazitare exotice. Edit. Medicală.-București.1979.
- Rădulescu Simona – Parazitologie medicală. Editura All, București, 2000.
- Roșu Lucica,Carmen Luminita Slavu,Ovidiu Zlatian – Parazitologie si micologie medicala, note de curs, Editura Medicala Universitara, Craiova,2008.
- Simona Radulescu, E. A. Meyer – Parazitologie Medicala, Ed. ALL, Bucuresti, 1992
- Steriu D. – Infecții parazitare umane. Editura Briliant, București, 1999.
- Steriu D. – Infectii parazitare. Editura Ilex, Bucuresti 2003,
- Ungureanu (sub redactia) – Parazitologie, Ed. Medicala, Bucuresti, 1962
- Ungureanu Anca – Parazitologie Medicală. Editura Sitech, Craiova, 2004.
- Ungureanu Anca, Manolescu Mirela – Orientări generale privind agenți parazitari și vectori tropicali. Editura Sitech, Craiova, 2005.